# Dubai Basketball Club
Il Dubai Basketball Club è una società cestistica, avente sede a Dubai, in Emirati Arabi Uniti. Fondata nel 2024, gioca in ABA Liga.
Le partite casalinghe vengono disputate presso la Coca-Cola Arena, una struttura situata a Dubai che può ospitare fino a 17.000 spettatori.

## Storia
Il Dubai Basketball è stato fondato nel 2023 da Abdulla Saeed Juma Al Naboodah e Dejan Kamenjašević come prima squadra franchigia con sede a Dubai, negli Emirati Arabi Uniti.
Il 19 marzo 2024 l'ABA Liga, manifestazione che vede partecipare club provenienti dalla Slovenia, Bosnia ed Erzegovina, Croazia, Montenegro, Macedonia del Nord e Serbia, annuncia ufficialmente che il Dubai si sarebbe unito alla lega per le prossime tre stagioni, a partire dalla stagione 2024-2025. Le squadre della lega ricevono annualmente 2,5 milioni di euro dal Dubai, che si fa carico anche di tutte le spese di viaggio.
Lo sloveno Jurica Golemac è stato ingaggiato come primo allenatore della squadra, mentre la guardia statunitense Nate Mason è stato il primo giocatore ufficialmente firmato dalla squadra. Successivamente, Dāvis Bertāns è diventato il primo ex giocatore NBA ad abbandonare quella lega per unirsi alla squadra di Dubai.
Nel loro primo incontro ufficiale giocato in ABA Liga, il 22 settembre 2024, il Dubai ha sconfitto i detentori del campionato della Stella Rossa Belgrado in casa con il risultato di 86-84. Durante la stagione regolare della ABA Liga 2024-2025, la squadra emiratina è anche riuscita a battere il Partizan, Zara e Cedevita Olimpija, assicurandosi così il terzo posto in classifica ed un posto nei playoff. Dopo aver superato il primo turno, vincendo per 2-1 la serie contro il Cedevita Olimpija, il Dubai si è poi arreso in semifinale dove si è arreso al Partizan dopo la decisiva gara tre.
La squadra parteciperà alla massima competizione europea per club, l’Eurolega, a partire dalla stagione 2025-2026, avendo ottenuto una licenza quinquennale valida fino alla stagione 2029-2030.

## Roster 2025-2026
Aggiornato al 27 luglio 2025.
| Dubai Basketball Club 2024-2025 | Dubai Basketball Club 2024-2025 |
| Giocatori                       | Staff tecnico                   |
| ------------------------------- | ------------------------------- |

| N. | Naz.                                 | Ruolo | Nome               | Anno | Alt.   | Peso   |  |
| -- | ------------------------------------ | ----- | ------------------ | ---- | ------ | ------ |  |
| 0  | Filippine (bandiera)                 | G     | Thirdy Ravena      | 1996 | 188 cm | 97 kg  |  |
| 1  | Stati Uniti (bandiera)               | G     | Nate Mason         | 1995 | 188 cm | 86 kg  |  |
| 2  | Serbia (bandiera)                    | AG    | Nemanja Dangubić   | 1993 | 204 cm | 88 kg  |  |
| 3  | Stati Uniti (bandiera)               | AP    | Dwayne Bacon       | 1995 | 201 cm | 100 kg |  |
| 4  | Serbia (bandiera)                    | G     | Aleksa Avramović   | 1994 | 193 cm | 87 kg  |  |
| 5  | Italia (bandiera) · Ghana (bandiera) | AP    | Awudu Abass        | 1993 | 198 cm | 98 kg  |  |
| 7  | Slovenia (bandiera)                  | G     | Klemen Prepelič    | 1992 | 191 cm | 90 kg  |  |
| 8  | Lettonia (bandiera)                  | AP    | Dāvis Bertāns      | 1992 | 208 cm | 102 kg |  |
| 10 | Stati Uniti (bandiera)               | GA    | Justin Anderson    | 1994 | 198 cm | 104 kg |  |
| 11 | Bosnia ed Erzegovina (bandiera)      | PG    | Kosta Kondić       | 2001 | 193 cm |        |  |
| 13 | Bosnia ed Erzegovina (bandiera)      | AP    | Džanan Musa        | 1999 | 206 cm | 98 kg  |  |
| 14 | Francia (bandiera)                   | C     | Mouhammadou Jaiteh | 1994 | 211 cm | 113 kg |  |
| 17 | Canada (bandiera)                    | AC    | Mfiondu Kabengele  | 1997 | 208 cm | 113 kg |  |
| 25 | Stati Uniti (bandiera)               | P     | McKinley Wright    | 1994 | 180 cm | 87 kg  |  |
| 30 | Serbia (bandiera)                    | AC    | Filip Petrušev     | 2000 | 211 cm | 107 kg |  |
| 33 | Serbia (bandiera)                    | G     | Danilo Anđušić     | 1991 | 195 cm | 92 kg  |  |
| 34 | Bosnia ed Erzegovina (bandiera)      | C     | Kenan Kamenjaš     | 2000 | 207 cm | 103 kg |  |

| Allenatore |
| Jurica Golemac |
| Assistente/i |
| Giannīs Geōrgalīs Davor Matković Velibor Njegovanović Legenda - (C) Capitano - (IN) Inattivo - Infortunato Roster |

## Cestisti
Cronologia dei Capitani
- 2024- attuale -  Klemen Prepelič

## Allenatori
Lo sloveno Jurica Golemac è stato il primo a ricoprire l'incarico di allenatore capo del Dubai in vista della stagione d'esordio della squadra nella ABA Liga 2024-2025
Cronologia degli allenatori
- 2024- in carica -  Jurica Golemac